# LAMTOR1
LAMTOR1 (англ. Late endosomal/lysosomal adaptor, MAPK and MTOR activator 1) – білок, який кодується однойменним геном, розташованим у людей на 11-й хромосомі. Довжина поліпептидного ланцюга білка становить 161 амінокислот, а молекулярна маса — 17 745.
| 10         |  | 20         |  | 30         |  | 40         |  | 50         |
| ---------- |  | ---------- |  | ---------- |  | ---------- |  | ---------- |
| MGCCYSSENE |  | DSDQDREERK |  | LLLDPSSPPT |  | KALNGAEPNY |  | HSLPSARTDE |
| QALLSSILAK |  | TASNIIDVSA |  | ADSQGMEQHE |  | YMDRARQYST |  | RLAVLSSSLT |
| HWKKLPPLPS |  | LTSQPHQVLA |  | SEPIPFSDLQ |  | QVSRIAAYAY |  | SALSQIRVDA |
| KEELVVQFGI |  | P          |  |            |  |            |  |            |

A: Аланін

C: Цистеїн

D: Аспарагінова кислота

E: Глутамінова кислота

F: Фенілаланін

G: Гліцин

H: Гістидин

I: Ізолейцин

K: Лізин

L: Лейцин

M: Метіонін

N: Аспарагін

P: Пролін

Q: Глутамін

R: Аргінін

S: Серин

T: Треонін

V: Валін

W: Триптофан

Кодований геном білок за функціями належить до фосфопротеїнів, ліпопротеїнів. 
Локалізований у клітинній мембрані, мембрані, лізосомі, ендосомах.